# Monika van Paemel

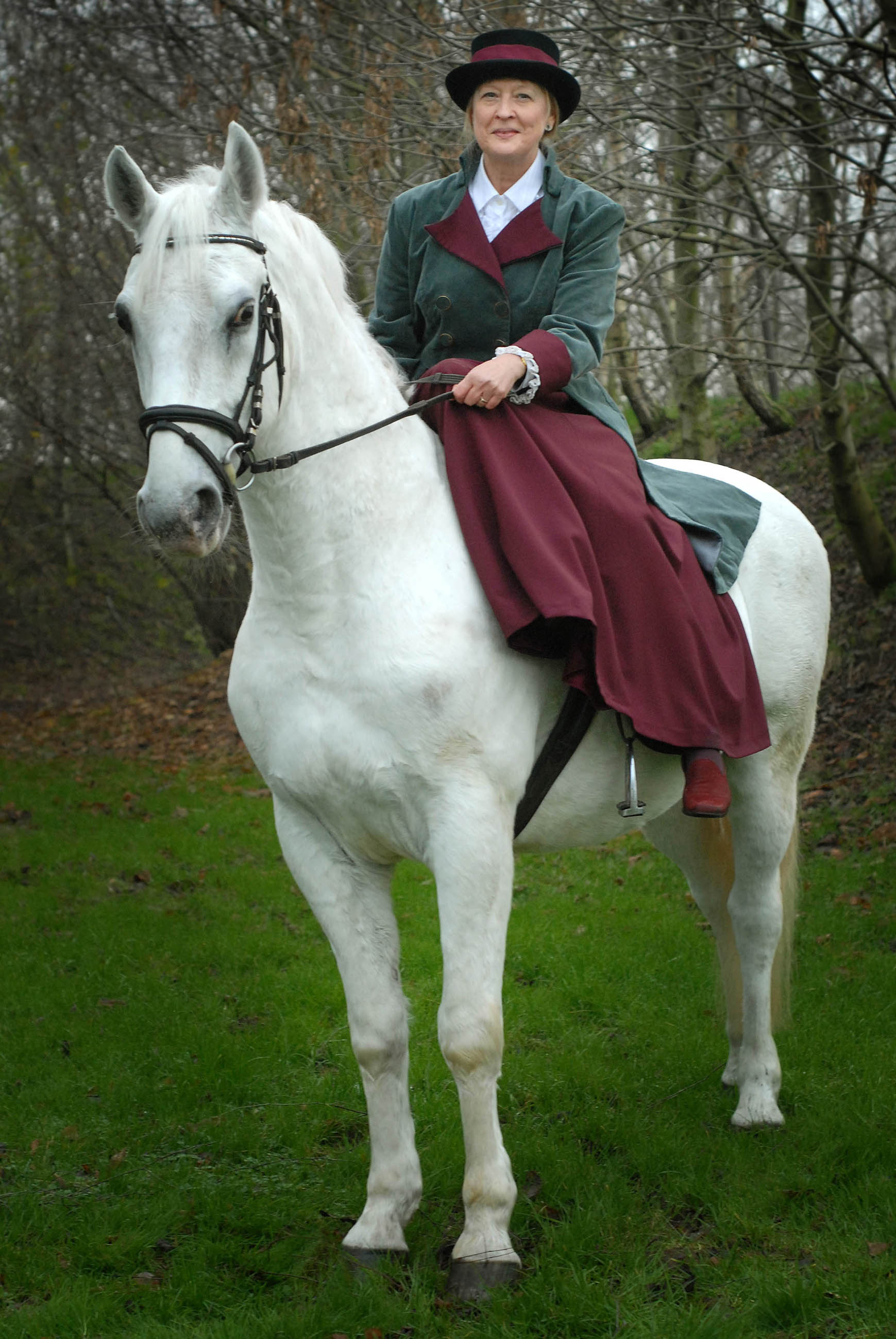
Monika van Paemel op een Lipizzaner (2006).

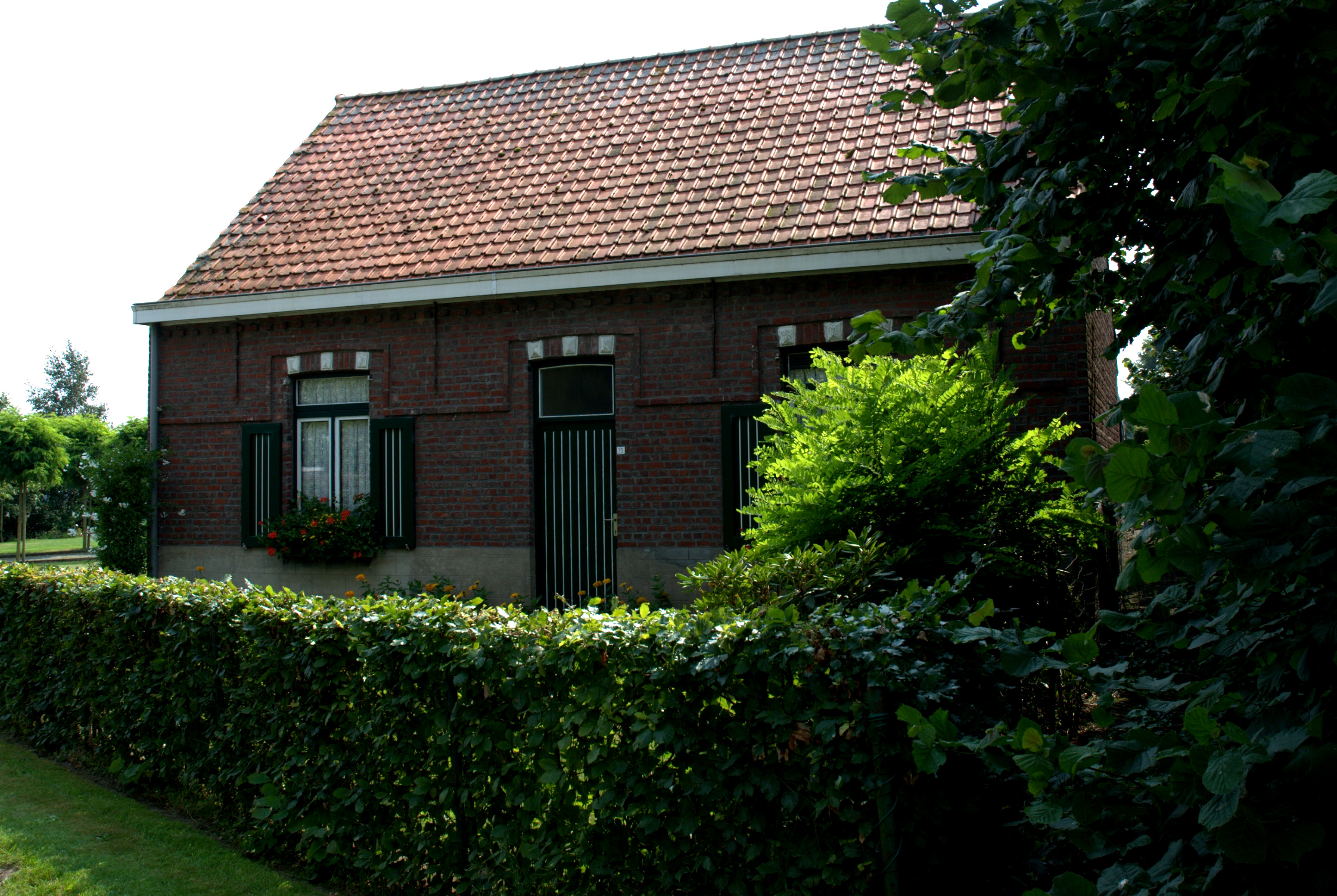
Het geboortehuis van Monika van Paemel te Poesele

Monique Maria (Monika) barones van Paemel (Poesele, 4 mei 1945) is een Vlaamse auteur van literaire romans.
Ze debuteerde is 1969 in het Nieuw Vlaams Tijdschrift met twee gedichten en haar eerste roman, getiteld Amazone met het blauwe voorhoofd verscheen in 1971. Haar in 1985 verschenen roman De vermaledijde vaders, waaraan ze vijf jaar werkte, werd meermaals bekroond en leverde haar de staatsprijs voor proza op.
Van Paemel werd in 1995 in de adelstand verheven en verkreeg als eerste vrouw in België de titel van barones op naam.

## Publicaties
- 1971 Amazone met het blauwe voorhoofd
- 1974 De confrontatie
- 1976 Marguerite
- 1985 De vermaledijde vaders
- 1988 De eerste steen
- 1993 Het wedervaren
- 1997 Rozen op ijs
- 2000 Het verschil
- 2004 Celestien; de gebenedijde moeders (genomineerd voor de Gouden Doerian)
- 2006 Te zot of te bot
- 2008 De koningin van Sheba
- 2008 Het gezin van Puynbroeckx (waarin samengevoegd Marguerite, De vermaledijde vaders en Celestien)
- 2013 Weduwenspek

## Literaire prijzen
- 1972 Beste literaire debuut (Amazone met het blauwe voorhoofd)
- 1975 Literaire prijs van Oost-Vlaanderen (manuscript van Marguerite)
- 1985 Dirk Martensprijs (De vermaledijde vaders)
- 1985 Prijs voor Letterkunde van de Vlaamse Provincies (De vermaledijde vaders)
- 1985 Literaire Prijs van de stad Antwerpen (De vermaledijde vaders)
- 1988 Driejaarlijkse Staatsprijs voor proza (De vermaledijde vaders)